# Buk u kostela v Jihlavě
Buk sv. Jakuba je památný strom rostoucí v Jihlavě na náměstí u kostela sv. Jakuba.
Obvod kmene činí 444 cm, šířka koruny 21,4 m, výška buku je 19 metrů. Podle odhadu z roku 1994 (po vyhlášení památným stromem) dosahuje aktuálního věku 211 let, podle odhadu z roku 2003 (anketa Strom roku) je nyní 132 let starý. Za památný strom byl vyhlášen v roce 1990, na podzim 2003 zvítězil v anketě Strom roku.